# Orthosia lepida
Orthosia lepida là một loài bướm đêm trong họ Noctuidae.